# Contea di Ninghai
La contea di Ninghai (宁海县S) è un distretto della Cina, situato nella provincia dello Zhejiang.